# Type 18 (siluro)
Il Type 18 (in giapponese Hitohachi shiki gyōrai) è un siluro pesante giapponese per sottomarini, noto anche con la sigla G-RX6, che gli fu assegnata durante lo sviluppo. Questo siluro fu creato come ulteriore miglioramento del siluro Type 89, del quale conserva molte caratteristiche. La modifica principale riguarda la sostituzione dei sensori con apparecchiature molto più evolute. Gli studi per la sua realizzazione vennero condotti inizialmente dal Technical Research and Development Institute (TRDI), con lo sviluppo cominciato ufficialmente nel 2012, e dal 2015 continuato dalla Acqusition, Technology & Logistics Agency (ATLA) del Ministero della Difesa. La realizzazione fu completata con la definitiva entrata in servizio nel 2018. 
Molte parti e il motore sono le stesse del siluro Type 89, con il medesimo sistema propulsivo basato sul carburante Otto Fuel II. Ciò che è completamente nuovo è il sensore acustico a immagini (imaging sonar) che permette di distinguere le esche dai veri bersagli. Inoltre può colpire un bersaglio non soltanto nel mare profondo, ma anche nelle aree costiere, in prossimità di bassi fondali, dove l'acustica dell'ambiente tende a essere complessa.
Può  essere guidato facoltativamente attraverso un cavo, e gli obiettivi comprendono sia navi in superficie che sottomarini in immersione.  Le sue prestazioni sono simili a quelle del Type 89, e garantiscono una profondità operativa fino a 900 metri, con una portata di 50 km a una velocità di 40 nodi, che si riduce a 39 km se è alla velocità massima di 55 nodi.